# Ki no Kaion
Ki no Kaion,  (紀 海音?), pseudonimo di Enami Kiemon  (榎並 善右衛門?) (Osaka, 1663 – Osaka, 31 ottobre 1742), è stato un drammaturgo giapponese.

## Biografia
Non si conoscono molte notizie biografiche di Ki no Kaion, tranne quelle riguardanti la sua carica di monaco buddhista, conservata fino al trentesimo anno di età, dopo di che optò per la carriera letteraria, di scrittore di Jōruri, oltre a quelle sulle sue origini familiari: Ki no Kaion nacque in una famiglia di mercanti e di poeti, difatti sia il padre Teiin, che gestiva un negozio di caramelle sia uno dei suoi fratelli, Yuensai Teiryū, sono noti nel loro tempo, come poeti Haiku e Kyōka.
Ki no Kaion si rivelò per quasi due decenni il più importante autore del teatro Toyotake-za di Osaka, dal 1706 al 1723, quando si ritirò dal teatro per dedicarsi all'azienda di famiglia, componendo complessivamente una cinquantina di drammi, alcuni storici (jidai-mono), altri sociali (sewa-mono).
Le sue migliori opere furono i drammi storici Oni-kage Musashi Abumi ("Le staffe del cavallo indomabile", 1718), ispirata alle eroiche gesta dei quarantasette ronin descritte nella celebre opera teatrale intitolata Chūshingura, oltre che il Tomihiko Shinnō Saga Nishiki ("Il broccato di Saga del principe Tomihiko", 1721), incentrato sulla storia di una macchinazione compiuta contro il principe Tomihiko.
Tra i suoi drammi sociali più importanti si possono menzionare O Some Hisamatsu tamoto no shira-shibori ("O Some e Hisamatsu, cioè le maniche impregnate di lacrime", 1711), che narra la storia d'amore di due giovani; lo Yaoya O Shichi ("O Shichi, la figlia dell'erbivendolo", 1714), influenzato da un dramma di Ihara Saikaku. Questo fu il dramma più popolare di Ki no Kaion, che influenzò notevolmente sia il teatro sia la narrativa delle generazioni successive.
Le opere di Ki no Kaion si caratterizzarono per la tragicità delle storie d'amore, per lo stile brillante e melodico; alcune delle sue opere Jōruri furono riadattate in seguito per il teatro Kabuki.
Fu emulo dello scrittore e drammaturgo coetaneo Chikamatsu Monzaemon, considerato il più grande autore di opere teatrali per il Jōruri, il Kabuki e il Bunraku.
Talvolta entrambi i grandi drammaturghi scrissero la loro versione teatrale di un fatto di cronaca, come quello del fruttivendolo Hanbei e di sua moglie Ochiyo, mettendoli in scena uno al teatro Toyotake-za, e l'altro al Takemoto-za di Osaka. 